# هاشم الطويل
هاشم الطويل (1952 - ) هو فنان تشكيلي عراقي، ولد في محافظة كربلاء، من أب كربلائي وأم بغدادية، أكمل دراسته الابتدائية والمتوسطة في كربلاء، والثانوية في بغداد، حصل على شهادة البكالوريوس من كلية الفنون الجميلة في جامعة بغداد عام 1973، شارك في معرض الفن العراقي في إيطاليا عام 1974، سافر إلى الولايات المتحدة لدراسة فن الكرافيك في جامعة هارتفورد، وحصل شهادة الماجستير عام 1978، وأقام معرضه الشخصي هناك في نفس العام، عاد الى العراق وعُين مدرساً للفن الطباعي في كلية الفنون الجميلة ببغداد عام 1979، درس في جامعة ايوا وحصل على شهادة الدكتوراه في (الثقافة البصرية قبل الإسلام) عام 1993، عُين أستاذًا ومسؤول المقررات الدراسية لتاريخ الفن في جامعة ميشيغان عام 2000، وخلال هذه الأعوام أنجز 3 دراسات ميدانية شملت العديد من البلدان العربية، و22 بحثا مُهما حول الثقافة العربية وتأليف 4 مناهج تدريسية اعتمدتها جامعة ميشيغان، اقام عدد معارض شخصية وشارك في الكثير من المعارض الفنية داخل العراق وخارجه.

## مناصب
- أستاذ لمادة تاريخ الفن في كلية هنري فورد بجامعة ميشيغان.
- مدير قسم تاريخ الفن في كلية هنري فورد.
- عمل مساعد مدير مشروع دراسة الأديان في الولايات المتحدة
- مسؤول النشاطات الثقافية في المجلس العربي الأميركي.
- نائب لرئيس جمعية العلماء العراقيين الدولية.[2]

## الجوائز
- حاز على جائزة محاضرات أعضاء هيئة التدريس من كلية هنري فورد في جامعة ميشيغان عام 2005.
- حاز على جائزة فولبرايت للأبحاث العليا في إيطاليا 2007.
- حاز على جائزة الزمالة البحثية العليا من معهد نانت للدراسات المتقدمة في فرنسا 2011.[3]

## روابط خارجية
- ملف الفنان على موقع أكاديمي.
- ملف الفنان على موقع أرشيف الفن العراقي الحديث